# Toxic Avenger III: The Last Temptation of Toxie
Toxic Avenger III: The Last Temptation of Toxie (ang. The Toxic Avenger Part III: The Last Temptation of Toxie; w tłumaczeniu na język polski: Toxic Avenger III: Ostatnie kuszenie Toxiego) – trzecia część przygód Toxic Avengera, stanowiąca bezpośrednią kontynuację Toxic Avenger II (debiutowała w kinach dokładnie dziewięć miesięcy po części drugiej) i kończąca rozpoczęte w nim wątki.